# Antonio Torner Carbó
Antonio Torner Carbó (Zaragoza, 13 de junio de 1825 - Guadalajara, 4 de febrero de 1883), matemático español.

## Biografía
Nació en Zaragoza, donde se hallaba destinado su padre, comisario de guerra. Ingresó en 1840 en el Colegio General Militar y en 1843 en la Academia Militar Especial de Ingenieros. Alcanzó el grado de alférez de caballería y en 1847 teniente de ingenieros. Fue destinado a la primera compañía de pontoneros, mandada entonces por el general Antonio Pasarón, y combatió en Madrid contra las perturbaciones de la Revolución de 1848. Pasó después a Melilla y Chafarinas ocupándose en obras de fortificación y luego estuvo en la campaña de las Matinés en Cataluña (la llamada Guerra de los Matiners o mañaneros, 1846-1849) desde 1849 hasta su terminación. Casó con Estefanía de la Fuente y Almazán.
En 1850 fue destinado a la  Academia de Ingenieros del Ejército  en   Guadalajara como profesor ayudante y luego como profesor y jefe del detall. Más tarde estuvo haciendo el servicio facultativo de obras en Castilla la Vieja y Cataluña, hallándose en este último lugar durante los hechos de 1873. Desde noviembre de ese año hasta octubre de 1881 fue comandante de ingenieros en la plaza de Cádiz.
En esa última fecha ascendió a brigadier subinspector del cuerpo, jefe del establecimiento central del cuerpo y gobernador militar de la provincia de Guadalajara, pero al poco de tomar posesión se vio atacado por una violenta enfermedad y falleció en 1883. Es falso, por tanto, que hubiera participado en el II Congreso Internacional de Matemáticos de París (1900) junto a Zoel García de Galdeano, Leonardo Torres Quevedo y José Rius.
En 1898 se hizo una segunda edición de sus Elementos de cálculo integral (la primera fue en 1879, cuando ya era coronel de ingenieros), ampliación de un primer trabajo presentado en 1864 al concurso anual científico del cuerpo de ingenieros en forma de una extensa memoria titulada Aplicaciones más esenciales del cálculo integral. Este esbozo fue premiado con medalla de oro y publicado dos años después, en 1866. 
Poseía la gran cruz de la Orden de San Hermenegildo y era comendador de la Orden de Isabel la Católica y comendador de la Orden de Carlos III. Y poseía la  cruz de tercera clase al mérito militar y naval, esta última para premiar su contribución como vocal en la Junta Mixta de Torpedos de 1876 y 77.

## Obras
- Aplicaciones más esenciales del cálculo integral, sin año, pero [1866].
- Elementos de cálculo integral, Guadalajara: Imp. Provincial, s. a., pero [1879], y Madrid: Imprenta del Memorial de Ingenieros, 1879. Hay segunda edición de 1898.

- Datos: Q16483666